# Гимн Ингушетии
Гимн Респу́блики Ингуше́тия — официальный государственный символ Республики Ингушетии, предусмотренный Конституцией Республики Ингушетия наряду с государственным флагом и гербом. Выражает признаки государственности Республики Ингушетия, самобытность и традиции народа Ингушетии.
| Официальный текст гимна Республики Ингушетия |
| Лоамий мехка хозагӏа дола дакъа Дӏа а лаьца улл хьо, Гӏалгӏайче, Курра йолаш никъ хьо хьай дӏахо Дуне мел латт яха хьо, Гӏалгӏайче. АллахI — Даьла, низ ба Гӏалгӏайченна, Везан — Даьла, йоахае Гӏалгӏайче. Лаьтта даттӏал йоккха я човнаш, Моастагӏаша хьа дегӏа яьраш. Эздий хилба хьа керахьа къонгаш, Чӏир леха, бохабе гӏаьраш. АллахI — Даьла, низ ба Гӏалгӏайченна, Чӏир леха из ба Гӏалгӏайченна. Дунен чухьа лехаргьяц атто, Деза вайна хьагI йоаца вахар. Лаьтта оахаш дахаргда лаьтта, Низ кхоаче из лаьтта аха. АллахI — Даьла, низ ба Гӏалгӏайченна, Лаьтта аха низ ба Гӏалгӏайченна. Бокъонга сатувс хьа уйлаша, Дог, тов мо, леталу хьа чӏоагӏа Тха Даьхе, хьо массаза хийла Кортамукъа, дех Даьлага оаха. АллахI — Даьла, низ ба Гӏалгӏайченна, Кортамукъа халлийта Гӏалгӏайче! |

## История
27 августа 1993 года на общенародном съезде Республики Ингушетия было решено создать Государственный Гимн Ингушетии.  На этом же съезде были озвучены стихи ингушского поэта Рамзана Цурова, которые были призваны лечь в основу гимна. Вскоре, в том же 1993 году ингушским композитором Русланом Зангиевым была написана музыка к стихам Цурова Р. Впоследствии, Парламент Ингушской Республики официально утвердил государственный Гимн Ингушетии, на слова ингушского поэта Рамзана Цурова и музыки Руслана Зангиева.
В 2005 году новое руководство Ингушетии во главе с Президентом Муратом Зязиковым решило, что гимн Ингушетии излишне агрессивен и не отражает «стремление народа к миру, созиданию, добрососедским отношениям». Вплоть до досрочного снятия с должности Мурата Зязикова в 2008 году текст гимна фактически был под запретом на официальных мероприятиях. Однако, среди общественности гимн со словами вызымел ещё большую популярность. Его можно было услышать на концертах ингушских музыкальных групп в Москве и других городах России. Запрещенная песня быстро обрела невероятную популярность среди молодёжи. В интернете можно было даже найти рок-обработки гимна. При новом руководстве во главе с Юнус-Беком Евкуровым неофициальный запрет на текст гимна был снят. 7 декабря 2010 года текст и музыка гимна были официально утверждены.
| Текст гимна на ингушском языке | Перевод гимна на русский язык |
| --- | --- |
| Лоамий мехка хозагӏа дола дакъа Дӏа а лаьца улл хьо, Гӏалгӏайче, Курра йолаш никъ хьо хьай дӏахо Дуне мел латт яха хьо, Гӏалгӏайче. АллахI — Даьла, низ ба Гӏалгӏайченна, Везан — Даьла, йоахае Гӏалгӏайче. Лаьтта даттӏал йоккха я човнаш, Моастагӏаша хьа дегӏа яьраш. Эздий хилба хьа керахьа къонгаш, Чӏир леха, бохабе гӏаьраш. АллахI — Даьла, низ ба Гӏалгӏайченна, Чӏир леха низ ба Гӏалгӏайченна. Дунен чухьа лехаргьяц оатто, Деза вайна хьагI йоаца вахар. Лаьтта оахаш дахаргда лаьтта, Низ кхоаче из лаьтта аха. АллахI — Даьла, низ ба Гӏалгӏайченна, Лаьтта аха низ ба Гӏалгӏайченна. Бокъонга сатувс хьа уйлаша, Дог, тов мо, леталу хьа чӏоагӏа Тха Даьхе, хьо массаза хийла Кортамукъа, дех Даьлага оаха. АллахI — Даьла, низ ба Гӏалгӏайченна, Кортамукъа халлийта Гӏалгӏайче! | В красивейшей части горного края Лежишь ты, Ингушетия. Гордо идешь по своему пути в будущее, Вечно живи ты, Ингушетия. Аллах, дай силы Ингушетии, Аллах, храни Ингушетию! Земля может разверзнутся От ран, врагами тебе нанесенных. Да будут благородны сыны ушедшие! Да отомстят живущие за них! Аллах, дай силы Ингушетии, Дай силы, чтобы отомстить! Легкой жизни мы не ищем, Жить хотим без чёрной злобы Землю свою возделываем, Пусть хватит сил для этого. Аллах, дай силы Ингушетии, Землю возделывать силу дай. Твои мысли о справедливости, Твое сердце горит, Как вспыхнувший уголек. Будь вечно свободна, земля наших отцов. Мы просим об этом Всевышнего. Аллах, дай силы Ингушетии, Пусть свободной будет Ингушетия! |

## Использование гимна
Порядок официального использования гимна Ингушетии изложен в Конституционном Законе Республики Ингушетия от 7 декабря 2010 г. N 57-РЗ "О Государственном гимне Республики Ингушетия".

Так, Государственный гимн Республики Ингушетия может исполняться в оркестровом, хоровом, оркестрово-хоровом либо ином вокальном и инструментальном варианте. При этом могут использоваться средства звуко- и видеозаписи, а также средства теле- и радиотрансляции.

Допускается частичное инструментальное исполнение Государственного гимна Республики Ингушетия - проигрывается один куплет с припевом. Государственный гимн Республики Ингушетия должен исполняться в точном соответствии с утверждёнными музыкальной редакцией и текстом.
Государственный гимн Республики Ингушетия исполняется:
- при вступлении в должность Главы Республики Ингушетия - после принесения им присяги и исполнения Государственного гимна Российской Федерации;
- при вступлении в должность руководителей органов государственной власти Республики Ингушетия, руководителей органов местного самоуправления - после исполнения Государственного гимна Российской Федерации;
- при открытии и закрытии сессий Народного Собрания Республики Ингушетия;
- во время официальной церемонии подъёма Государственного флага Республики Ингушетия и других официальных церемоний;
- во время церемоний встреч и проводов посещающих Республику Ингушетия с визитами глав иностранных государств, глав правительств иностранных государств, официальных представителей иностранных государств, а также глав межгосударственных и межправительственных организаций - после исполнения Государственного гимна Российской Федерации;

Также, Государственный гимн Республики Ингушетия может исполняться:
- при открытии памятников и памятных знаков;
- во время открытия и закрытия церемоний вручения государственных наград Республики Ингушетия;
- при открытии и закрытии торжественных собраний, посвященных государственным праздникам Российской Федерации и Республики Ингушетия;
- при проведении официальных церемоний во время спортивных соревнований на территории Республики Ингушетии - в соответствии с правилами проведения этих соревнований;
- во время иных торжественных мероприятий, проводимых государственными органами, органами местного самоуправления, а также государственными и негосударственными организациями.

Кроме того, Государственный гимн Республики Ингушетия транслируется государственными телевизионными и радиовещательными компаниями, вещающими на территории Республики Ингушетия ежедневно, - перед началом и по окончании вещания, а при круглосуточном вещании - в 6 часов и в 24 часа по местному времени.
8 сентября 2007 года в Москве на концерте ингушская музыкальная группа LKN впервые исполнила свою (обработанную) версию Гимна Ингушетии.